# Vilim I. Lav
Vilim I. Lav (škot. Uilleam mac Eanraig) (?, 1143. – Stirling, Stirlingshire, 4. prosinca 1214.), škotski kralj od 1165. do 1214. godine, iz dinastije Dunkelda. Tijekom života imao je nadimak Grubi, a nadimak Lav dobio je kasnije, zahvaljujući autoru jedne kronike. Iako je morao priznati englesko vrhovništvo tijekom petnaest godina (1174. – 1189.), uspio je naposljetku sačuvati neovisnost Škotske.

## Životopis
Bio je drugi sin škotskog princa Henrika i unuk škotskog kralja David I. († 1153.). Godine 1165. naslijedio je na prijestolju svog mlađeg brata, kralja Malcolma IV., koji je bio pobožan i slab vladar. Za razliku od njega, Vilim I. je bio njegova suprotnost te je bio jak vladar i samo je njegova žudnja da povrati očevinu Northumberland, koju mu je oduzeo engleski kralj Henrik II. (1154. – 1189.), bacila slabost na njegovu vladavinu.
Godine 1173. Vilim I. se pridružio revoltu Henrikovih sinova, kako bi povratio kontrolu nad Northumberlandom. Englezi su ga zarobili sljedeće godine kod Alnwicka, a pušten je na slobodu tek kada je priznao vrhovništvo Engleske nad Škotskom i prevlast Engleska crkve nad Škotskom crkvom.
Poslije Henrikove smrti 1189. godine, Vilim I. je paltio veliku svotu novca engleskom kralju Rikardu I. (1189. – 1199.), kako bi se oslobodio feudalnih obaveza prema engleskoj kruni. Uz to, uspio je 1192. godine ishoditi od pape Celestina III., podređivanje Škotske crkve isključivo pape, odnosno oslobađanje od podložnosti Engleskoj crkvi. Godine 1178. osnovao je opatiju Arbroath.
Za vladavine engleskog kralja Ivana Bez Zemlje, pogoršani su odnosi Škotske i Engleske, zbog spora oko vlasništva nad Northumberlandom, što je potrajalo do 1209. godine, kada se Vilim I. konačno odrekao svih prava na taj teritorij.
Umro je 1214. godine, a naslijedio ga je sin Aleksandar II.